# Vier kwadranten
De vier kwadranten was ten tijde van de komst van de Spanjaarden een van de kringlopen van de tijdrekening van de Maya's. Ieder kwadrant was verbonden met een windrichting en een kleur en ieder kwadrant bestond uit 819 dagen. Dit getal was waarschijnlijk een samenstelling van drie (heilige) getallen 7 × 9 × 13 = 819. Het getal 9 komt terug in de Heren van de Nacht, de 'week' van de Maya.